# Walter Seelmann-Eggebert
Walter Seelmann-Eggebert (17 de abril de 1915 — 19 de julho de 1988) foi um radioquímico alemão.